# Brady Morningstar
Brady Craig Morningstar (Hinsdale, 23 gennaio 1986) è un ex cestista statunitense, professionista nella NBDL, in Europa e in Sudamerica.